# Berlin-Lichtenberg
Pour les articles homonymes, voir Lichtenberg.
Berlin-Lichtenberg [ˈlɪçtn̩ˌbɛʁk]  est un quartier de Berlin, faisant partie de l'arrondissement de Lichtenberg. Jusqu'à la constitution du Grand Berlin en 1920, Lichtenberg formait l'une des 7 villes indépendantes qui furent annexées et qui donna son nom à l'ancien district de Lichtenberg. Lors de la réforme administrative de 2001, il fusionna avec le district de Hohenschönhausen pour former l'arrondissement actuel. Pendant la séparation de la ville, ce district faisait partie de Berlin-Est.
On y trouve notamment le célèbre cimetière central de Friedrichsfelde, où les dignitaires du socialisme allemand sont enterrés, et l'ancien siège du ministère de la Sécurité d’État (Stasi) de la République démocratique allemande.

## Géographie

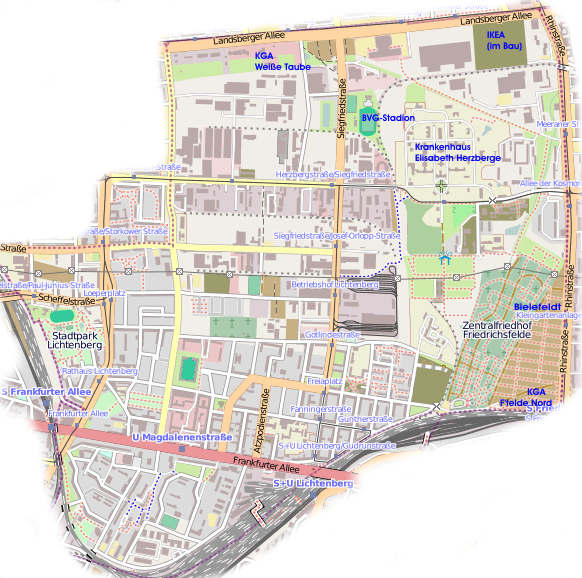
Carte de Berlin-Lichtenberg.

Le quartier est situé au bord du plateau de Barnim à l'est du centre-ville de Berlin. À l'ouest, les voies du Ringbahn (petite ceinture) avec la gare de Berlin Frankfurter Allee le séparent de l'arrondissement de Friedrichshain-Kreuzberg. À l'est, il confine à l'arrondissement de Marzahn-Hellersdorf. Il est bordé par les quartiers de Fennpfuhl et Alt-Hohenschönhausen au nord ; la voie ferrée de la ligne de Prusse-Orientale forme la limite aux quartiers de Rummelsbourg et Friedrichsfelde au sud.
La Bundesstraße 1 et 5 (Frankfurter Allee), l'une des rues principales de Berlin à l'est, traverse le quartier. Une vaste zone commerciale, ancien site de grandes entreprises telles que Siemens et la coopérative de consommation Konsum Berlin, s'étend dans le nord-est. La gare de Berlin-Lichtenberg se trouve à la limite sud du quartier.

## Population
Le quartier comptait 41 204 habitants le 1er janvier 2017 selon le registre des déclarations domiciliaires.
| 1624   | 1734   | 1772   | 1791   | 1801   | 1817   | 1840   | 1858   | 1871    | 1875   | 1880    | 1885    |
| ------ | ------ | ------ | ------ | ------ | ------ | ------ | ------ | ------- | ------ | ------- | ------- |
| 219    | 255    | 211    | 397    | 326    | 336    | 663    | 907    | 3244    | 12.379 | 13.077  | 16.358  |
|        |        |        |        |        |        |        |        |         |        |         |         |
| 1890   | 1895   | 1896   | 1897   | 1900   | 1905   | 1907   | 1908   | 1910    | 1912   | 1914    | 1920    |
| 22.905 | 30.314 | 32.822 | 35.150 | 43.371 | 55.391 | 67.978 | 71.000 | 133.141 | 87.000 | 155.000 | 144.662 |

## Histoire

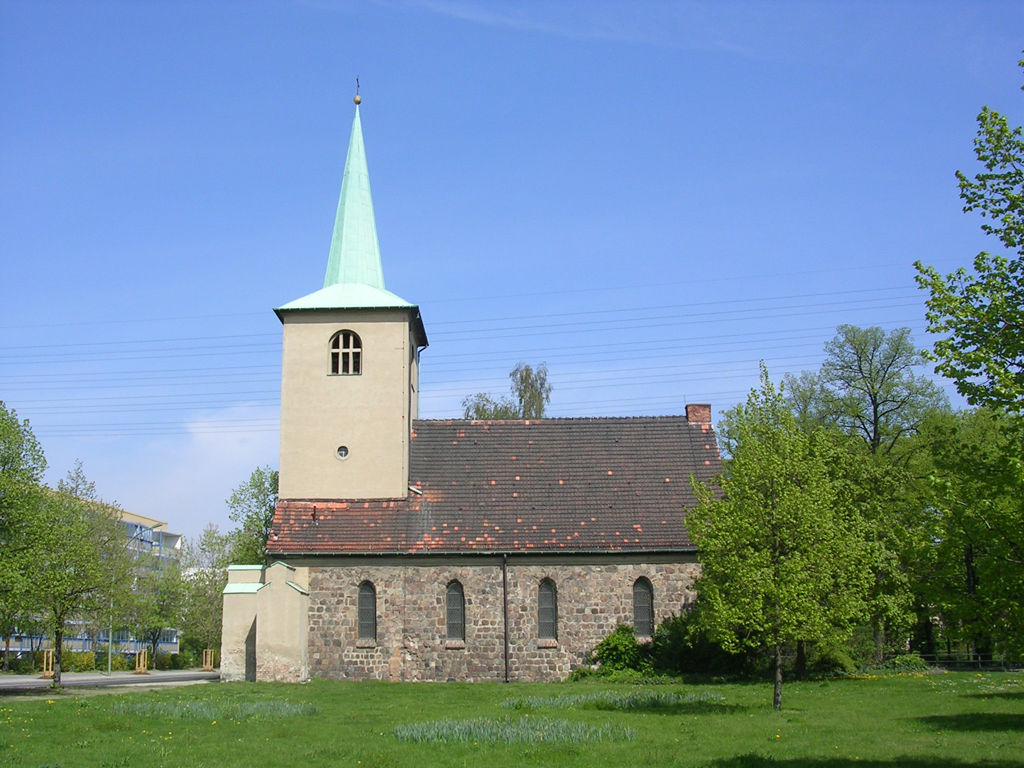
L'église du village.

L'ancien village s'est développé dans les années 1230 au cours de la colonisation germanique du plateau de Barnim dans la marche de Brandebourg. Le nom de Lichtenberg a été cité pour la première fois dans un document remontant à l'an 1288. L'ancien centre du village autour de l'église médiévale est encore reconnaissable aujourd'hui. En 1391, les domaines ont été acquis par la ville de Berlin.
Dévasté par la guerre de Trente Ans au XVIIe siècle, les exploitations agricoles ont été reconstruites sous le règne du « Grand Électeur » Frédéric-Guillaume Ier de Brandebourg † 1688). Le manoir de Lichtenberg a été acheté par Karl August von Hardenberg, chancelier de Prusse en 1806. La mairie de Lichtenberg, en style néogothique, a été édifié de 1896 à 1898. La communauté a reçu les droits de ville le 1er avril 1908 ; la commune rurale de Boxhagen-Rummelbourg est rattachée administrativement en 1912.

## Bâtiments célèbres
- Stadtbad Lichtenberg
- Stade de Lichtenberg
- Ancienne centrale du ministère de la sécurité d’État, actuellement Musée de la Stasi

## Transports

### Gares de S-Bahn
| Ringbahn : Frankfurter Allee | Ligne Orientale : Lichtenberg Friedrichsfelde-Est |

### Stations de métro
:
Frankfurter Allee
Magdalenenstraße
Lichtenberg

## Personnalités liées à Lichtenberg
- Gustav Zahnke (1908–1930), résistant au nazisme ;
- Gesine Lötzsch (née 1961), femme politique ;
- Patrick Hausding (né 1989), plongeur.